# Virgil Magherusan
Virgil Magherusan, né en 1950 à Bucarest, est un peintre et sculpteur roumain.
Il est diplômé de l’Institut des beaux-arts en 1979. Il débute comme assistant auprès d'artistes répondant à des commandes monumentales du régime de Nicolae Ceaușescu. Il acquiert une réputation de sculpteur monumental. Après son exil en France, il est agréé comme peintre de l'Armée de terre,,,. Il représente principalement des chevaux, des soldats et des sujets érotiques.
Il a participé à la conception du Monument de la Renaissance africaine à Dakar (Sénégal),.